# Peter Dougan
Peter Dougan, slovenski lutkovni animator, * 6. september 1935, Ljubljana, † 10. oktober 2019.

## Življenje in delo
V ljubljanskem lutkovnem gledališču je začel nastopati 1951. Njegova animacija lutk se odlikuje po virtuoznem oblikovanju raznih lutkovnih tehnik in po prepričljivi izraznosti gibov, izhajajočih iz narave lutkinega materiala in značaja, ki ga predstavlja. Ustvaril je prek 100 različnih vlog.

## Filmografija
- Coprnica Zofka. otroški lutkovni film (1989)